# 変人偏屈列伝
『変人偏屈列伝』（へんじんへんくつれつでん）は、荒木飛呂彦と鬼窪浩久の共同制作による日本の漫画作品。6作品が発表され、それらは全て単行本『変人偏屈列伝』（集英社、2004年）に収録されている。1作目と2作目には10年以上の隔たりがある。愛蔵版コミックスと文庫版がある。

## 概要
実在の一風変わった人物の生涯を紹介するもの。本来は全作品を原作だけでなく作画も荒木が担当する予定だったが、当時荒木は『ジョジョの奇妙な冒険』の連載で忙しかったため、1〜4作品目までは荒木のアシスタントだった鬼窪浩久が作画を担当することになった。なお、『腸チフスのメアリー』は2021年現在、荒木が最後に描いた『ジョジョ』以外の作品である。

## 作品リスト
1. エジソンを震えあがらせた大天才 ニコラ・テスラ（『スーパージャンプ』1989年6月号、『MANGAオールマン』2001年No.12再掲） - 荒木飛呂彦原作・構成、鬼窪浩久・藤井伸幸作画
2. 史上最高！強打製造機 タイ・カッブ（『MANGAオールマン』2001年No.10、11） - 荒木飛呂彦原作・構成、鬼窪浩久作画
3. 誰も知らない兄弟 コリヤー兄弟（『MANGAオールマン』2002年No.2） - 荒木飛呂彦原作・構成、鬼窪浩久作画
4. オリバー君を仕掛けた世紀の興行師 康芳夫（『ウルトラジャンプ』2003年3月号） - 荒木飛呂彦原作・構成、鬼窪浩久作画
5. 未亡人が増築しつづけた謎の館 ウィンチェスター・ミステリー・ハウス（『ウルトラジャンプ』2003年8月号） - 荒木飛呂彦原作・構成・作画
6. 実在した究極の選択 腸チフスのメアリー（『ウルトラジャンプ』2003年9月号） - 荒木飛呂彦原作・構成・作画

## 書誌情報
- 愛蔵版コミックス（2004年3月19日発売）：ISBN 4-08-782070-X[1]
- 集英社文庫（2012年4月18日発売）：ISBN 978-4086193504[2]